# یواس‌اس ابالون (اس‌پی-۲۰۸)
یواس‌اس ابالون (اس‌پی-۲۰۸) (به انگلیسی: USS Abalone (SP-208)) یک کشتی بود که طول آن ۶۰ فوت (۱۸ متر) بود. این کشتی در سال ۱۹۱۳ ساخته شد.